# 平村彝族傣族乡
平村彝族傣族乡是中华人民共和国云南省临沧市临翔区下辖的一个民族乡。

## 行政区划
平村彝族傣族乡下辖以下村级行政区划单位：
平村、忙丫村、永平村、换良村和那玉村。

## 中国传统村落
2012年，那玉村委东岗村被评为首批“中国传统村落”。